# Делгадо, Фрэнк
Фрэнк Делгадо (англ. Frank Delgado; род. 29 ноября 1970 года, Лос-Анджелес) — американский музыкант, более известный как клавишник альтернативной метал группы Deftones. Также он ответственный за семплы и тёрнтейблизм в группе.

## Музыкальная карьера

### Deftones
До знакомства с группой Deftones, Фрэнк играл в группе Socialistics базирующаяся в Лос-Анджелесе. Они часто выступали перед Deftones на концертах в качестве открывающей группы, тогда альтернативная метал группа из Сакраменто начали просить его предоставлять дополнительные звуки и семплы для своей музыки. Фрэнк участвовал в качестве приглашённого музыканта в нескольких песнях на первом и втором альбомах, и только в 1998 году, не за долго до записи третьего студийного альбома White Pony, он был представлен как официальный участник Deftones.

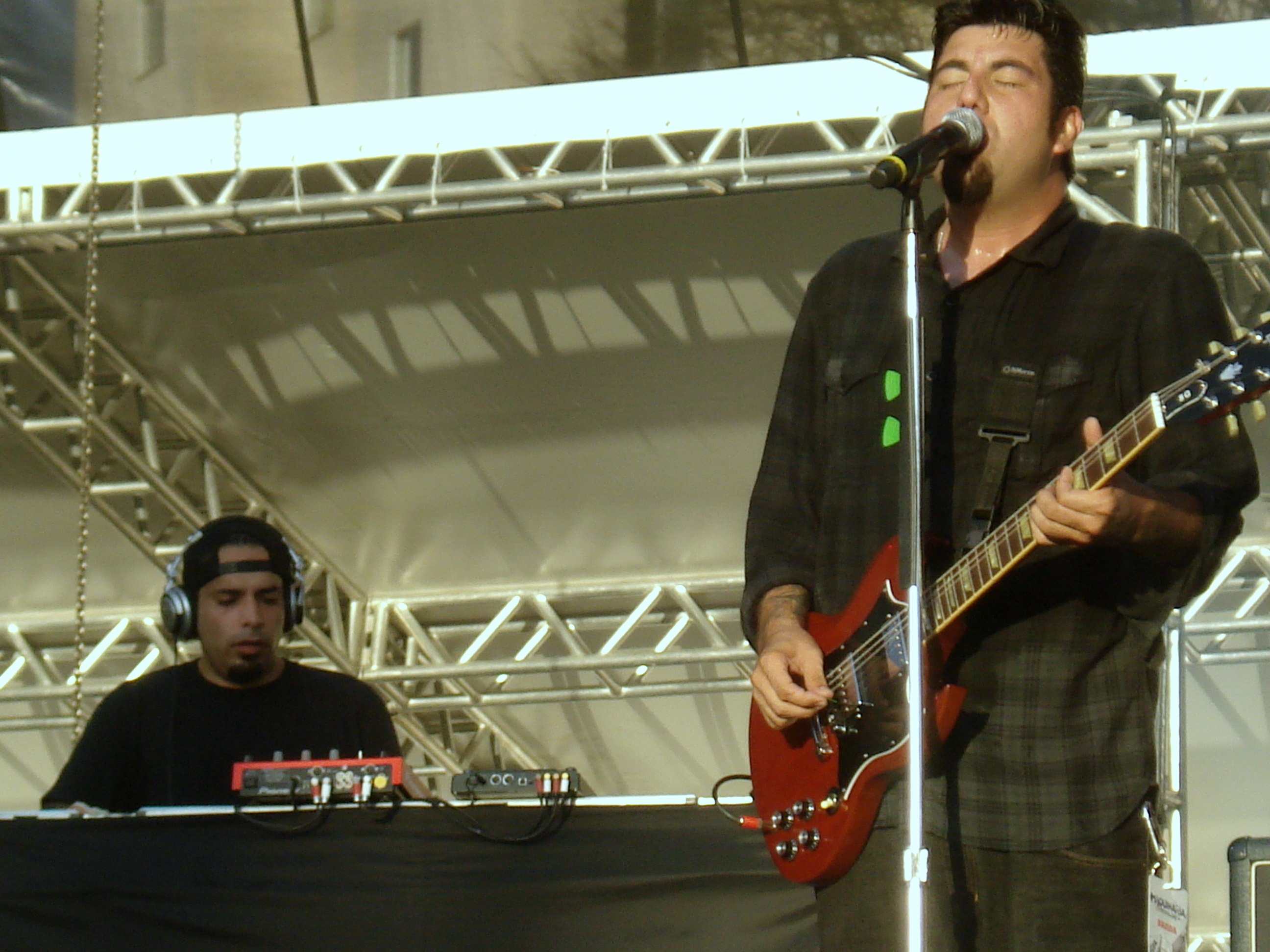
Концерт группы Deftones в Сан-Паулу, 2009 год. Фрэнк (слева) и Чино Морено (справа)

В конце 1990-х и начале 2000-х годов это было не редкостью иметь в составе диджея для хард-рок/хэви-метал групп. Тем не менее, Фрэнк стоял отдельно от группы благодаря своему творчеству; его игра редко отличалась традиционными скрэтчингом и бит джагглингом. Вместо этого он стремился использовать «вертушки» в качестве семплера, чтобы интегрировать тонкие звуки и текстуры в музыку, перекликаясь с электронной музыкой, эмбиентом или даже конкретной музыкой 1940-х и 1950-х годов. Хорошими примерами изобретательских манипуляций Делгадо является композиция «MX» (с альбома Around the Fur), в котором есть искаженный человеческий смех и странный, сдвинутый покадровый звук, смутно напоминающий разбивающееся стекло в замедленном темпе; более спокойные моменты можно услышать в песне «Digital Bath» (с альбома White Pony) где можно услышать звуки журчания воды.
На четвёртом альбоме Deftones Фрэнк, в рамках своего репертуара, стал больше уделять внимание синтезаторам и клавишным. Фрэнк так же отметил, что он никогда не использует заранее записанные семплы или взятые у других артистов, предпочитая создавать свои собственные.

### Параллельные виды деятельности
Помимо Deftones Фрэнк состоит в DJ-коллективе Decibel Devils совместно с музыкантом DJ Crook — участник сайд-проекта Чино Морено Team Sleep.